# Caucus presidenciales republicanos de Carolina del Sur de 2024
Los caucus presidenciales republicanos de Carolina del Sur de 2024 se celebraron el 24 de febrero de dicho año, como parte de las primarias del Partido Republicano para las elecciones presidenciales de 2024.
Se asignaron 50 delegados a la Convención Nacional Republicana de 2024 de forma selectiva.
Trump recibió la mayor cantidad de votos de cualquier candidato de cualquiera de los partidos en la historia de las primarias de Carolina del Sur, rompiendo el récord que ostentaba anteriormente George W. Bush en el año 2000.

## Procedimiento
Se otorgan 29 delegados generales al candidato con el mayor total de votos en todo el estado. Cada uno de los siete distritos electorales del estado recibe tres delegados. El candidato con el total de votos más alto en cada distrito del Congreso recibe los delegados de ese distrito.

## Resultados
| Candidato    | Votos   | %     | Delegados |
| ------------ | ------- | ----- | --------- |
| Donald Trump | 451,905 | 59,79 | 47        |
| Nikki Haley  | 298,674 | 39,52 | 3         |
| Otros        | 5,221   | 0,69  | -         |
|              |         |       |           |
| Total        | 755,800 | 100   | 50        |
|              |         |       |           |
| Fuente:      |         |       |           |